# Resiliència per a Israel
Blau i Blanc Resiliència per a Israel (hebreu: כחול לבן חוסן לישראל, Kahol Lavan Hosen LeYisrael‎) és un partit polític centrista i sionista liberal d'Israel fundat el desembre de 2018 per Benny Gantz, ex-cap de l'Estat Major de l'Exèrcit.

## Història
El 21 de febrer de 2019 van anunciar que s'unien als partits Yesh Atid i Telem per tal de formar una aliança centrista per a les pròximes eleccions legislatives del 9 d'abril de 2019. Aquesta coalició s'anomena Blau i Blanc.
Després de tres eleccions consecutives, finalment, després de les de 2020, Gantz pactà un govern d'unitat amb Netanyahu en el qual cadascú exerciria de primer ministre durant un any i mig. Això provocà el trencament de la coalició Blau i Blanc atès que Yeix Atid i la majoria de membres del Telem no donaren suport al pacte. A partir de llavors, Resiliència per a Israel usà el nom de Blau i Blanc en solitari per a anomenar el seu grup parlamentari.
De cara a les eleccions de 2022 va arribar un acord amb el partit Nova Esperança de Gideon Sa'ar i formaren la coalició Partit de la Unitat Nacional. Posteriorment, a aquesta aliança s'hi van afegir l'ex-comandant en Cap de les Forces de Defensa d'Israel Gadi Eizenkot, que ocuparia el tercer lloc a la llista, i l'exministre de serveis religiosos i diputat de Yamina Matan Kahana, que ocuparia el novè lloc, i van anomenar l'aliança Partit de la Unitat Nacional. Després de les eleccions, el partit es va mantindre a l'oposició fins als atacs terroristes de Hamàs l'octubre de 2023 que van provocar l'inici d'una guerra entre Israel i Hamàs, moment en què cinc membres de la coalició (Benny Gantz, Gadi Eizenkot, Gideon Sa'ar, Hili Tropper i Yifat Shasha-Biton) van entrar al govern de Binyamín Netanyahu com a ministres sense cartera.
L'agost de 2023 van canviar el nom a Blau i Blanc Resiliència per a Israel.
El 12 de març de 2024, el partit Nova Esperança va anunciar que deixava la coalició Partit de la Unitat Nacional i el seu líder Gideon Sa'ar va demanar d'entrar al gabinet de guerra. Sa'ar considerava que els representants del partit al gabinet de guerra no transmetien el seu missatge.

## Ideologia
Segons el document oficial de registre lliurat al registre de partits el 27 de desembre de 2018, els objectius del partit són:

Continuar establint i enfortint l'Estat d'Israel com a estat jueu i democràtic d'acord amb el sionisme, tal com s'expressa a la Declaració d'Independència, alhora que determinant i canviant les prioritats nacionals en els temes següents: educació, desenvolupament d'infraestructures nacionals, agricultura, llei i seguretat interna, política de benestar i pau i seguretat.

En el seu primer discurs de campanya el 29 de gener de 2019, el líder del partit, Gantz, va qualificar Israel com «un país líder en alta tecnologia amb un govern de baixa tecnologia que treballi per compte propi». Es va comprometre a oferir incentius a empresaris i estudiants de medicina, «imposar dures sancions a aquells que augmenten especulativament els preus de la terra i l'habitatge», així com construir i ampliar més hospitals. A més, va dir que crearà nous llocs de treball en el sector agrícola.
Gantz també es va centrar en garantir la igualtat de drets i oportunitats per a tots els ciutadans i en la lluita contra la violència contra les dones. Va prometre aprofundir en els la col·laboració amb els ultraortodoxos, els àrabs i els drusos i establir un servei civil per a t0thom, a més del servei de l'exèrcit.
Pel que fa a la seguretat nacional, Gantz es va comprometre a «reforçar els blocs d'assentament i els Alts del Golan, dels quals no ens retirarem mai", comprometent-se també amb una Jerusalem unida que serà per sempre la capital d'Israel. Va dir que la vall del Jordà hauria de romandre com a frontera de seguretat oriental del país, sense permetre als palestins que viuen més enllà de la barrera de separació «posar en perill la nostra seguretat i la nostra identitat com a estat jueu». Va dir que lluitarà per la pau, esmentant els tractats amb Egipte i Jordània i els primers ministres Menahem Beguín, Yitshaq Rabbín, i fins i tot el seu actual rival Binyamín Netanyahu com a «patriotes». Gantz es va dirigir personalment al general iranià Qassem Suleimani i al líder d'Hesbol·là, Hassan Nasral·là, que «no tolerarà una amenaça per a la sobirania israeliana», i va advertir el líder de Hamàs, Ahmed Sinwar, «Us suggereixo que no em torneu a provar».
Segons Gantz, s'inclina a la dreta quan es tracta de problemes de seguretat, a l'esquerra quan es tracta de qüestions socioeconòmiques i liberal en els seus objectius econòmics.

## Líders
|   | Líder | Líder       | Inici | Final        |
| - | ----- | ----------- | ----- | ------------ |
| 1 |       | Benny Gantz | 2019  | En el càrrec |

## Resultats electorals
| Any        | Líder       | Vots                          | %                             | Escons   | +/– | Govern             |
| ---------- | ----------- | ----------------------------- | ----------------------------- | -------- | --- | ------------------ |
| Abril 2019 | Benny Gantz | Dins la coalició Blau i Blanc | Dins la coalició Blau i Blanc | 15 / 120 | –   | Anticipades        |
| Set. 2019  | Benny Gantz | Dins la coalició Blau i Blanc | Dins la coalició Blau i Blanc | 15 / 120 | =   | Anticipades        |
| 2020       | Benny Gantz | Dins la coalició Blau i Blanc | Dins la coalició Blau i Blanc | 15 / 120 | =   | Coalició           |
| 2021       | Benny Gantz | 292.257                       | 6,63                          | 8 / 120  | 7   | Coalició           |
| 2022       | Benny Gantz | Dins de la Unitat Nacional    | Dins de la Unitat Nacional    | 6 / 120  | 2   | Oposició (2022-23) |
| 2022       | Benny Gantz | Dins de la Unitat Nacional    | Dins de la Unitat Nacional    | 6 / 120  | 2   | Govern (2023-24)   |
| 2022       | Benny Gantz | Dins de la Unitat Nacional    | Dins de la Unitat Nacional    | 6 / 120  | 2   | Oposició (2024-)   |